# Jo, Jette und Jocko
Jo, Jette und Jocko ist eine frankobelgische Comicserie.

## Handlung
Jo und Jette sind die Kinder von Jacques und Sylvie Legrand. Sie begleiten ihren Vater aufgrund seiner Tätigkeit als anerkannter Ingenieur rund um die Welt. Mit Hilfe ihres Affen Jocko können sie einen verrückten Wissenschaftler aufhalten und Sabotageakte gegen ein Überschallflugzeug und einen Brückenbau verhindern.

## Hintergrund
Hergé schrieb und zeichnete die Abenteuerreihe als Auftragsarbeit für das französische Jugendmagazin Cœurs Vaillants. Aufgrund diverser inhaltlicher Auflagen konnte er sich nie in gleicher Weise mit der Serie identifizieren wie mit Tim und Struppi. Jocko leitet sich laut einem Interview Hergés mit Numa Sadoul von einem Spielzeugäffchen ab, für das er zu der Zeit einen Werbeauftrag umgesetzt habe.
Die Serie erschien in den Jahren 1936 bis 1939 in Cœurs Vaillants und, zeitversetzt um knapp neun Monate, in Le Petit Vingtième, der Jugendbeilage der belgischen Zeitschrift Le Vingtième Siècle. Die Erstveröffentlichung war in schwarz-roten Zweifarbendruck, die belgische Fassung hingegen schwarz-weiß. Die erste Geschichte, Le rayon du mystère, hatte in ihrer Magazinfassung 146 Seiten; die zweite, Le Stratonef H. 22 85 Seiten in Cœurs Vaillants bzw. 87 in Le Petit Vingtième; die dritte, Jo et Zette au pays du Maradjah, wurde in Frankreich nach 25 Seiten kriegsbedingt abgebrochen und erschien in Belgien zu dem Zeitpunkt nicht mehr.
Von 1946 bis 1954 kam der Comic in der belgischen und von 1948 bis 1955 in der französischen Ausgabe von Tintin erstmals im Vierfarbdruck zum Abdruck. Dabei wurde die zweite Geschichte auf 102 Seiten erweitert, die dritte unter Beteiligung von Jacques Martin fertiggestellt.
Für die Albenausgabe von Casterman ab 1951 wurde die erste Geschichte auf 104 Seiten eingekürzt, die zweite um weitere zwei Seiten verlängert, sodass fünf Alben à 52 Comicseiten veröffentlicht werden konnten. Die deutschsprachigen Alben gaben Carlsen und Schreiber & Leser heraus. Eine Wiederveröffentlichung erfolgte in der Reihe Hergé Werkausgabe von Carlsen. Im Jahr 2016 begann Carlsen alle Alben neu aufzulegen.

## Geschichten
- Die Manitoba antwortet nicht (1936)
- Der Ausbruch des Karamako (1936–1937)
- Das Vermächtnis des Mister Pump (1937–1938)
- Rekordflug nach New York (1938–1939)
- Das Tal der Kobras (1939, 1953–1954)

## Bewertung
Benoît Peeters wertet die erste Geschichte als naive Science-Fiction, die im Schatten der zeitgleich entstandenen Werke Der Blaue Lotos und Der Arumbaya-Fetisch steht. Der rasante Ablauf der Ereignisse, viele hübsche Details und der Umstand, dass Kinder die Hauptrolle spielen, haben laut ihm aber ihren ganz eigenen Reiz. Die zweite offenbart ihm Schwächen in der Handlung, die aber durch die Erzählweise aufgefangen werden. So vermag die vergleichsweise langatmige und ohne allzu viel Überraschungen zu Ende erzählte Geschichte dennoch zu unterhalten. Die letzte erinnert ihn wegen der exotischen Schauplätze und dem stärker präsenten Humor weit mehr an Tim und Struppi. Er hält diesen Band auch ohne Zweifel für den gelungensten der Reihe, da in ihm die oftmals zu brave und rechthaberische Art der Kinder durch das kindische Verhalten des Herrschers von Gopal aufgehoben wird.